# Jessica (film)
Jessica è un film del 1962 diretto da Oreste Palella con la supervisione di Jean Negulesco.
La pellicola ha come protagonisti Angie Dickinson, Maurice Chevalier e Sylva Koscina.

## Trama

Angie Dickinson e Maurice Chevalier sullo sfondo il Castello di Forza d'Agrò.

Forza d'Agrò, Sicilia: a sconvolgere l'equilibrio paradisiaco del tranquillo paese, che vive principalmente di agricoltura, è l'arrivo di una giovane e bella levatrice americana, vedova, di nome Jessica.
Jessica è una ragazza bionda che attira le attenzioni di tutti gli uomini del paese, non abituati ad una bellezza così “esotica”: la ragazza gira in paese con una Piaggio Vespa e indossa "addirittura" dei pantaloncini.
Per le donne del paese è troppo, si sentono trascurate dai mariti e per protesta, capitanate dalla moglie del sindaco, proclamano lo "sciopero dell'amore". Il parroco del paese, che già conosceva Jessica, deplora la scelta delle donne e cerca di farle ragionare.
A risolvere la situazione è il Barone Edmondo Raumo, che con il suo carattere burbero riesce a far innamorare la giovane levatrice e dopo una serie di equivoci e malintesi Jessica e il Barone convolano a nozze tra i festeggiamenti di tutti i forzesi.

## Produzione
Il film è ambientato e girato quasi interamente nel comune di Forza d'Agrò.

Sylva Koscina e Marcel Dalio, sullo sfondo Angie Dickinson e la sua vespa davanti alla Chiesa della Santissima Annunziata (Forza d'Agrò).